# 马尔塔 (孔迪镇)
马尔塔是葡萄牙波尔图区的一个堂区。总面积1.85平方公里，总人口1206人，人口密度651.9人/平方公里。